# دایره دایره
دایره دایره (به لاتین: Diré Cercle) یک منطقهٔ مسکونی در مالی است که در دیره، مالی واقع شده‌است. دایره دایره ۱٬۷۵۰ کیلومتر مربع مساحت و ۱۱۱٬۳۲۴ نفر جمعیت دارد.